# Petycja o prawo
Petycja o prawo (ang. Petition of Right) – dokument uchwalony w 1628 roku przez angielski parlament, skierowany do króla Karola I, w którym, powołując się m.in. na Wielką Kartę Swobód, sformułowano szereg postulatów o charakterze konstytucyjnym:
- zakaz nakładania nowych podatków bez zgody parlamentu;
- zakaz więzienia kogokolwiek bez podstawy prawnej;
- zakaz kwaterowania żołnierzy w prywatnych domach;
- zabezpieczenie obywateli przed nadużyciami wojska;
- rozwiązanie sądów wojennych.

Karol I zatwierdził petycję, ale rok później rozwiązał parlament i rozpoczął bezwzględne ściąganie podatków. Bez parlamentu rządził 11 lat. Tym samym rozpoczął okres tyranii. Narastające przez lata powszechne niezadowolenie społeczne sięgnęło zenitu w 1640 i w konsekwencji doprowadziło do rewolucji angielskiej.